# Kristoffer Starck
Kristoffer Starck, född 30 mars 1978, är en svensk före detta ishockeyspelare. Han fostrades i Osby IK och fortsatte karriären i Rögle BK först som junior och sedan som lite av publikfavorit i Rögles A-lag.  
Han spelade tio säsonger i Rögle BK:s A-lag i näst högsta serien och gjorde över 400 matcher. Han finns fortfarande högt upp på listan över de spelare som har gjort flest mål och poäng i Rögle genom tiderna. 
På meritlistan finns även 27 J-landskamper, JSM-silver 1998, JEM-brons samt final i TV-pucken för Skåne. 